# Тоталитарная эстетика

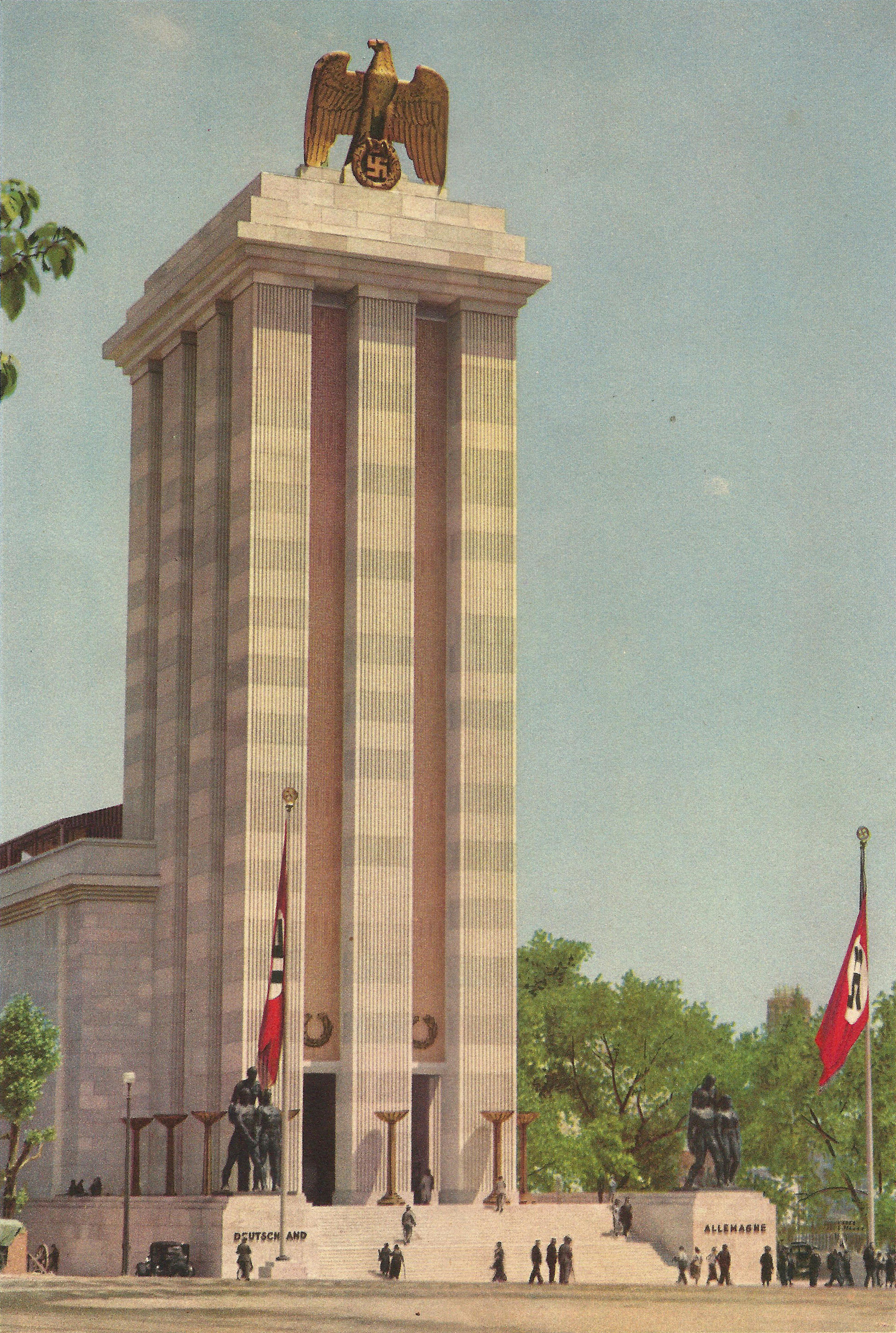
Германский павильон на Парижской выставке (1937)

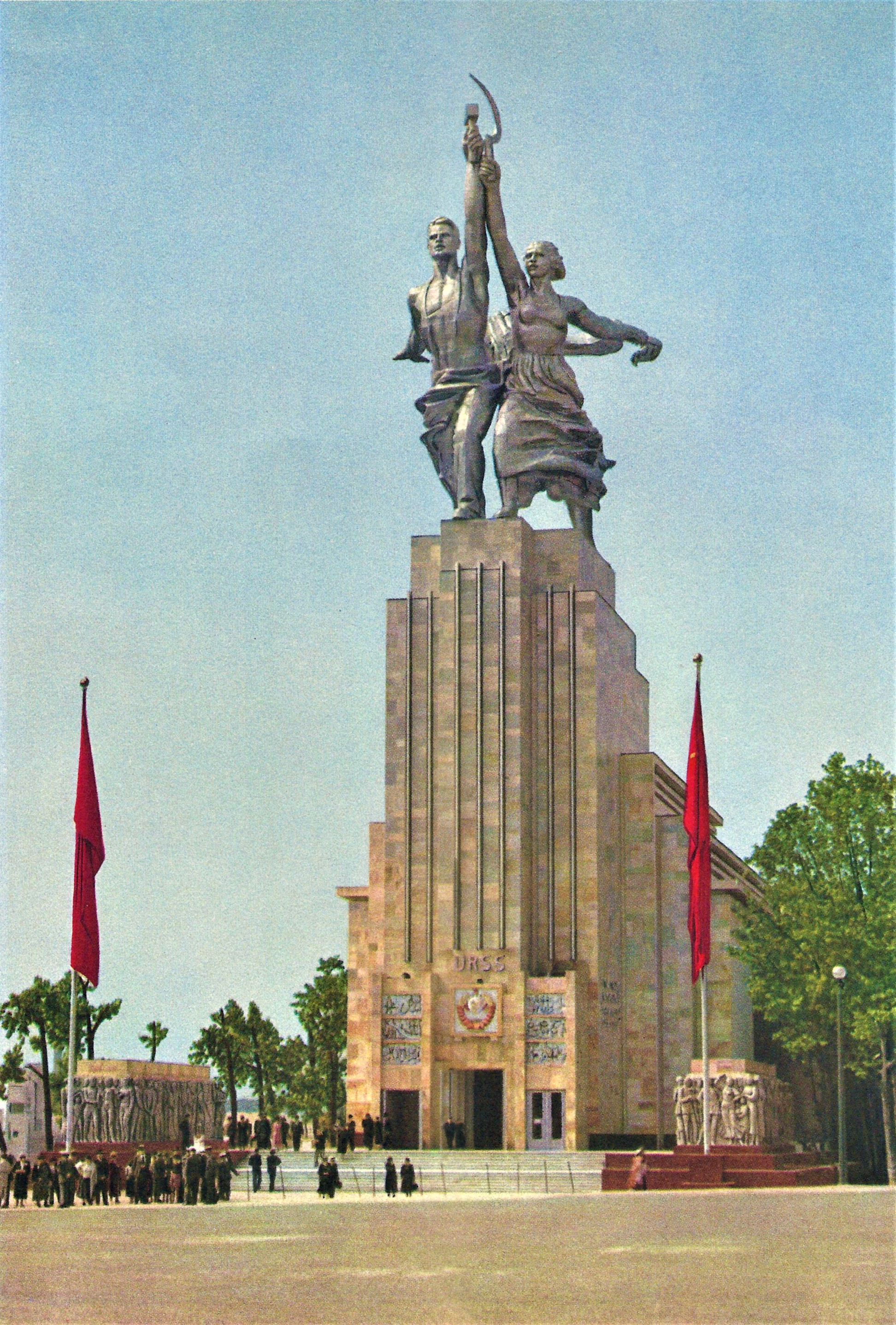
Советский павильон на Парижской выставке (1937)

Тоталитарная эстетика — особое проявление эстетики, типичное для тоталитарных режимов XX века, таких как нацизм в Германии, сталинизм в СССР, фашизм в Италии, маоизм в Китае и др. Тоталитарное искусство — особый тип массовой культуры, реализуемой под жёстким контролем государства в соответствии с государственной политикой в области культуры. Целью и смыслом этого искусства является пропаганда идеологии правящей партии.

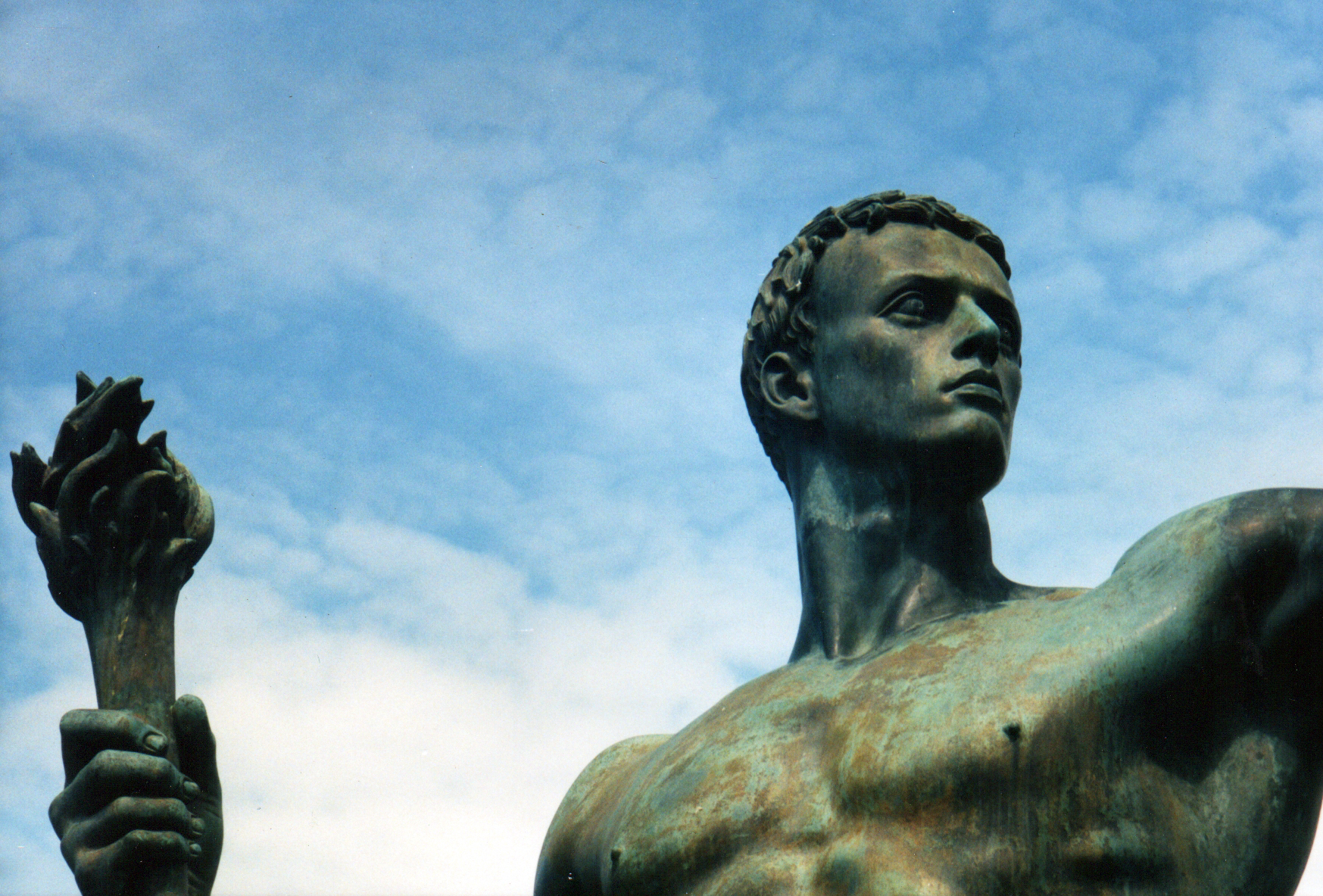
«Партия». Статуя Арно Брекера, олицетворяющая дух НСДАП

Дворец Советов. Пример советской монументальной пропаганды

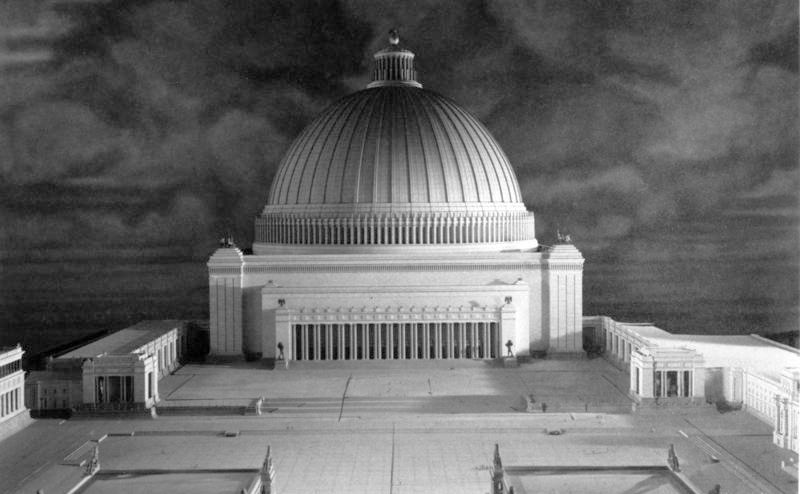
Зал Народа, Берлин

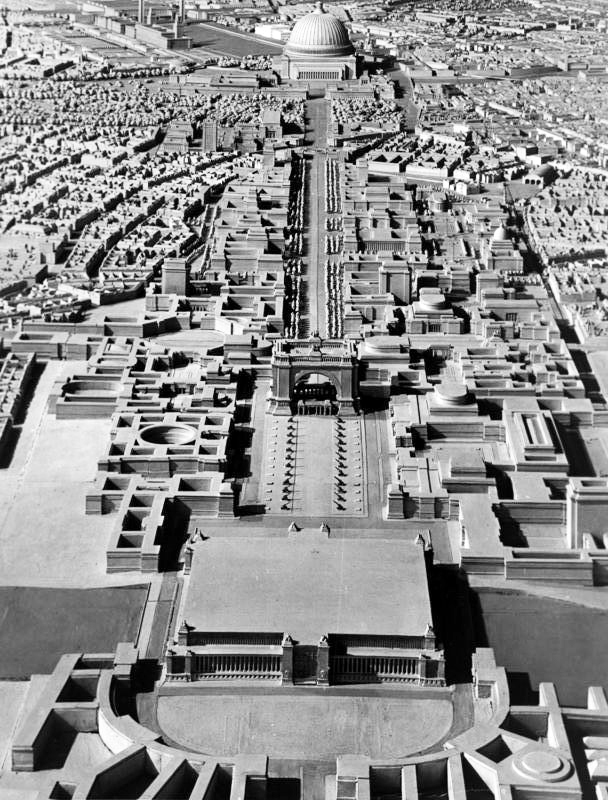
Проект «Германия» (Нео-Берлин)

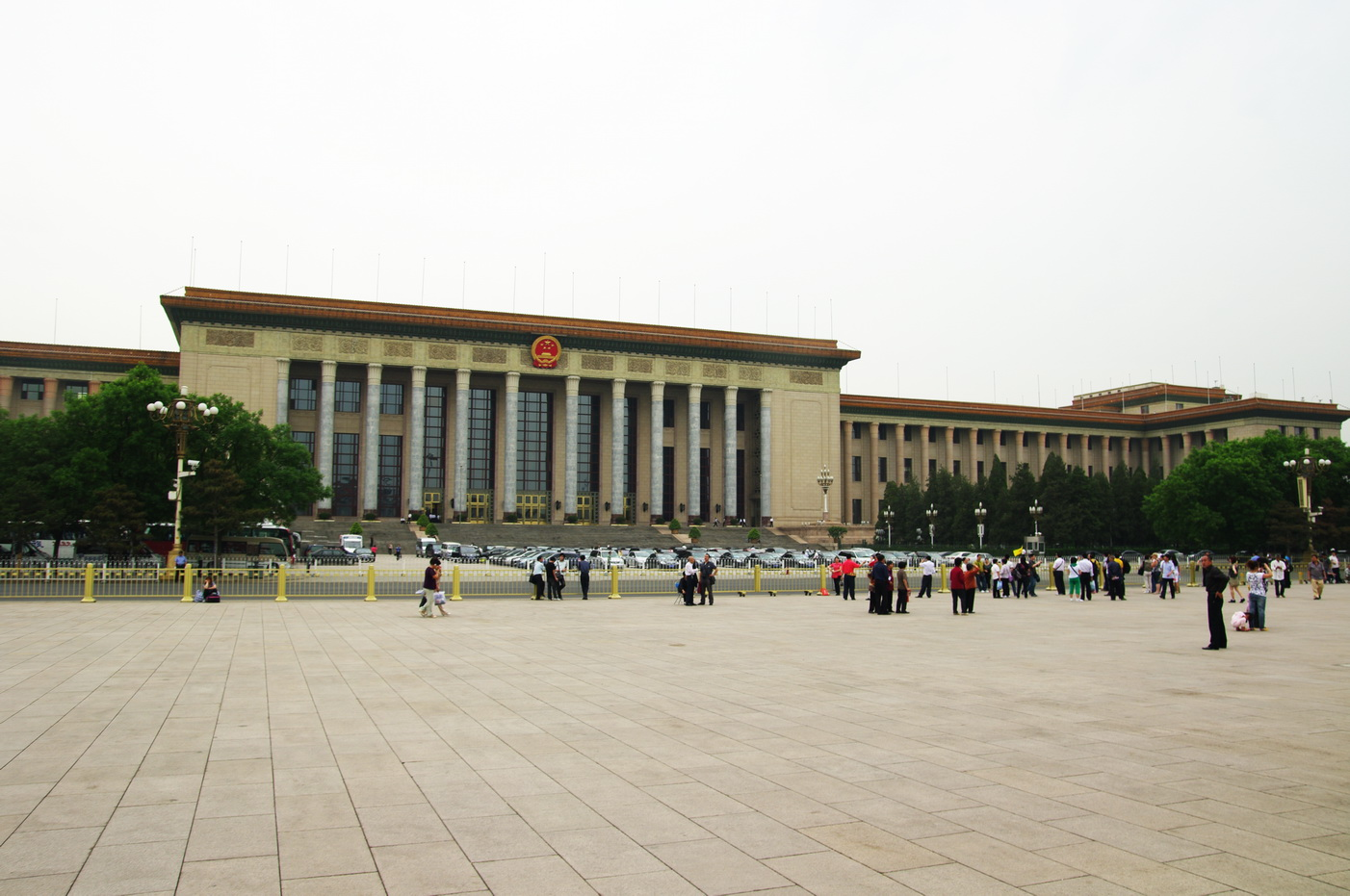
Дом народных собраний в Пекине

## Основные характеристики
Тоталитарная эстетика характеризуется приверженностью монументальным формам, часто граничащим с гигантоманией, жёсткой стандартизацией форм и техник художественного представления (см. социалистический реализм), геометрических форм (часто устремлённых вверх), преобладанием одного цвета над другими. Практически полностью отсутствует индивидуализация, люди изображаются как собирательный образ или как однородная масса. Используются массовая хореография, хоровое пение, демонстрации ручного труда и почтения к физическим нагрузкам, атлетическому телосложению.
Тоталитарная эстетика сформировалась во многом под влиянием авангардных художественных течений 1920-х — 1930-х годов, таких как футуризм, экспрессионизм и конструктивизм. Характерно также обращение к образам древней истории (Древняя Греция, Римская империя, Византия), использование их для подчёркивания связи с великими предками.

## Проявления тоталитарной эстетики

### Графика
Графика и в особенности искусство плаката широко используются в пропаганде при тоталитарных режимах.

### Архитектура и скульптура
Выразителями идей нацистской эстетики стали Альберт Шпеер в архитектуре и Арно Брекер, Йозеф Торак в скульптуре.

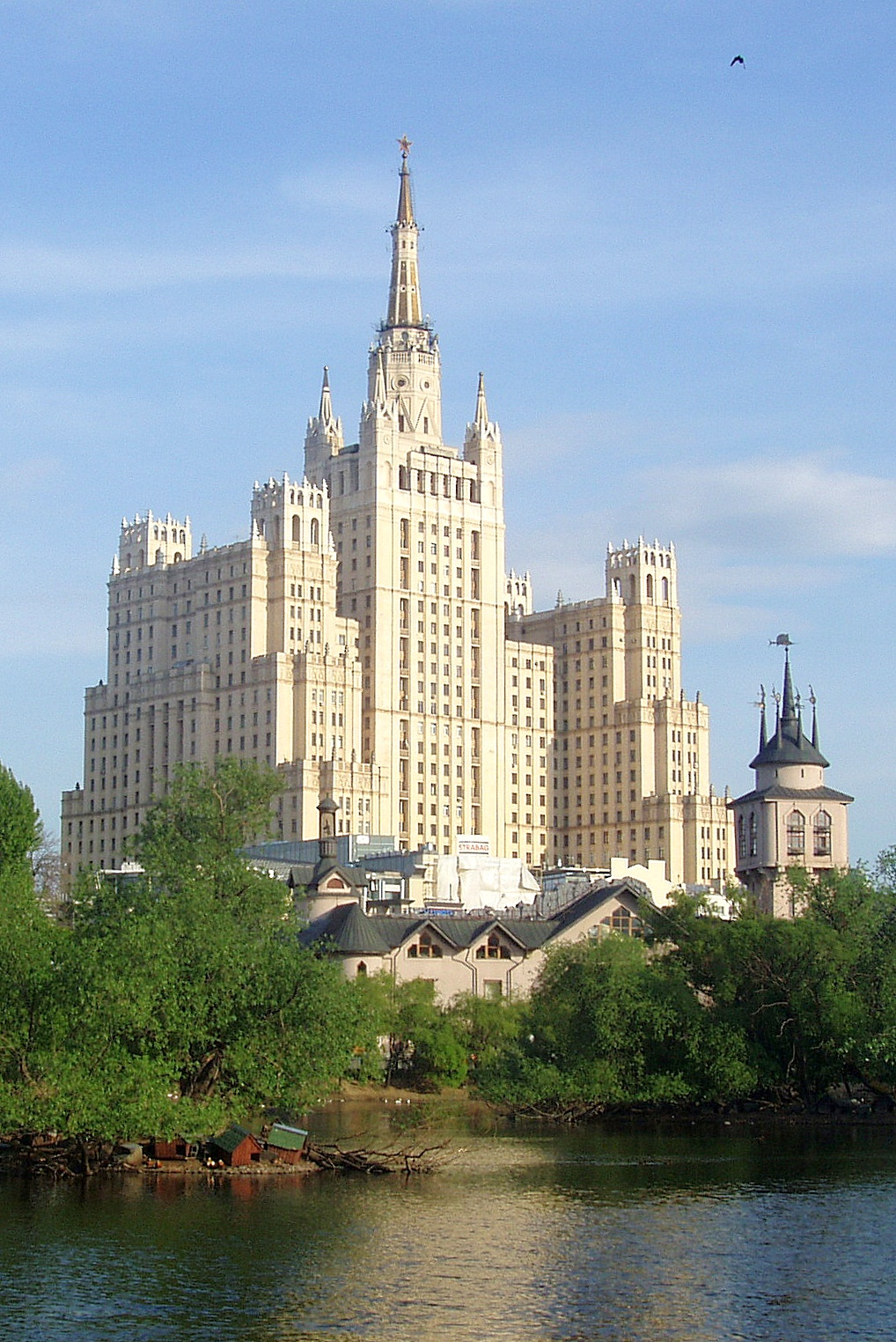
Жилой дом на Кудринской площади

Историк архитектуры Дмитрий Хмельницкий отмечает, что тоталитаризм архитектуры данного периода заключался не в стилистических приёмах (как правило, неоклассицизма), использовавшихся и ранее, а в лишении архитекторов права на индивидуализм в работе.
В СССР с тоталитарной архитектурой ассоциируется сталинский ампир. В фашистской Италии и нацистской Германии основным архитектурным направлением стал так называемый упрощённый классицизм. Хотя этот стиль был популярен и в демократических странах в межвоенный период (в частности в США) он ассоциируется с тоталитарными, фашистскими идеями. Кроме того с поздней тоталитарной эстетикой ассоциируются брутализм и советский модернизм.

## Критика термина
Искусствовед Елизавета Лихачёва отмечала, что в искусствоведении сам термин «тоталитарная архитектура» является дискуссионным и «далеко не всеми серьёзными исследователями воспринимается как понятие корректное». Основная проблема термина заключается в том, что не существует никаких специфических черт архитектуры, создававшейся в странах с тоталитарными режимами, которые бы могли отделить её от архитектуры, создаваемой параллельно в других странах. В. М. Мжельский писал по этому поводу, что основными чертами «тоталитарной архитектуры» называют монументальность форм и идеологическую направленность. Однако в таком же ключе можно рассматривать и архитектуру США первой половины XX века, в которой наблюдалось увлечение монументальным классицизмом (капитолий Висконсина, капитолий Оклахомы, капитолий Юты, капитолий Небраски, капитолий Луизианы, мемориал Линкольну, мемориал Джефферсону и т. п.).
«Лишение архитекторов права на индивидуализм в работе» также вызывает сомнение, так как даже в тоталитарных режимах «процесс формообразования оставался относительно свободным, поскольку за ним закрепился образ „внутреннего дела специалиста“», о чём в частности свидетельствовал Альберт Шпеер. Аналогичная ситуация существовала в сталинский период в СССР, где заказчик (государство) жёстко регламентировало технико-экономические показатели, однако формообразование практически не оговаривалось, а если и оговаривалось, то весьма расплывчато.
Искусствовед, старший научный сотрудник Российского института истории искусств Иван Саблин писал, что при кратком ответе на вопрос может ли архитектура быть тоталитарной, он бы ответил, что «никакой особенной архитектуры тоталитаризма не было и быть не могло». Историк английской архитектуры Дэвид Уоткин писал, что вдохновлённый греческой античной архитектурой классицизм, использовавшийся в США в период жизни Томаса Джефферсона, символизировал демократические идеи. Аналогичный же классицизм использовался и в Германии 1930-х годов. Исследователь отмечал по этому поводу: природа архитектуры здания не может быть ни тоталитарной, ни демократической, а несёт в себе не более чем «собственную строительную логику».